# Fyrstadsbrottning
Fyrstadsbrottning är namnet på tävlingar som årligen arrangeras av Svenska Brottningsförbundet i grupper om fyra lag. Från starten 1928 mellan stadslag eller motsvarande, från 1977 mellan klubblag. Senare tid har dambrottning tillkommit. 
Upp- och nedflyttning sker mellan grupperna A till D.